# مونتروز (كولورادو)
مونتروز (بالإنجليزية: Montrose, Colorado)‏ هي مدينة تقع في مقاطعة مونتروز بولاية كولورادو في الولايات المتحدة. تبلغ مساحتها 29.7 (كم²)، وترتفع عن سطح البحر م، بلغ عدد سكانها 19132 نسمة في عام 2010 حسب إحصاء مكتب تعداد الولايات المتحدة وتصل الكثافة السكانية فيها 521.2 نسمة/كم2.

## أعلام
- روبرت إم. وارنر
- أل تاليافيرو
- برينت إريكسون
- جون كالهون بيل
- دالتون ترامبو